# نینپی
نینپی (به ژاپنی: 仁平 Ninpei) نام یک عصر تاریخی ژاپنی (نِنگُو) بود. این عصر بعد از کیوآن و قبل از
کیوجو  قرار داشت و از ژانویه ۱۱۵۱ تا اکتبر ۱۱۵۴ میلادی به طول انجامید. در طی این عصر امپراتور کونوئه، امپراتور ژاپن بود.